# دوست (فیلم ۲۰۰۰)
دوست (به تامیلی: Snegithiye) فیلمی محصول سال ۲۰۰۰ و به کارگردانی پریادارشان است. در این فیلم بازیگرانی همچون جیوتیکا، شاربانی موکرجی، تابو، ایشیتا آرون، ماناسی اسکات، شویتا منون، لاکشمی، کی.پی.ای.سی. لالیتا، مانوراما، بهاراتی آچرکار، میتا واشیشت، سوکوماری و دیپتی بهاتناگار ایفای نقش کرده‌اند.